# Lebertransplantation
Eine Lebertransplantation (LTX) ist die Transplantation einer gesunden Leber eines Verstorbenen oder eines Teils einer Leber eines Gesunden in den Körper eines leberkranken Patienten. Bei Kindern sind meist Gallenwegsmissbildungen, bei Jugendlichen meist Stoffwechselerkrankungen und bei Erwachsenen eine endgradige Zirrhose der Grund für eine Transplantation. Im Jahr 2017 wurden in Deutschland 760 Lebertransplantationen nach postmortaler Organspende und 61 nach einer Lebendspende durchgeführt. 2017 wurden 1.213 Patienten neu zur Lebertransplantation angemeldet.

## Indikationen
Faktoren, die eine Transplantation erforderlich machen können, sind beispielsweise:
- angeborene Gallengangatresie als häufigste Indikation für eine Lebertransplantation im Kindesalter
- Leberzirrhose, hervorgerufen durch
  - Alkoholische Leberzirrhose bei chronischem Alkoholabusus
  - Hepatitis B
  - Kombinierte Hepatitis B und Hepatitis D
  - Hepatitis C
  - Autoimmunhepatitis
  - Primär biliäre Cholangitis (PBC)
  - Primär sklerosierende Cholangitis (PSC)
- Stoffwechselerkrankungen
- Polyzystische Degeneration
- Familiäre Amyloidpolyneuropathie
- Budd-Chiari-Syndrom
- Caroli-Syndrom
- Leberkrebs
- Fulminantes Leberversagen (Beispiele: Knollenblätterpilzvergiftung, Paracetamolvergiftung, fulminante Virushepatitis)
- Neonatale Hämochromatose

Im Gegensatz zu anderen Organen wie Niere, Herz oder Lunge ist eine Ersatztherapie wie Dialyse, Herz-Lungen-Maschine oder ECMO für die Leber heute noch nicht möglich. Somit bedeutet endgültiges Leberversagen ohne Transplantation schnell den Tod des Patienten. Aus diesem Grund können Menschen mit hochakuten Erkrankungen auf der Warteliste vorgezogen werden.
Aufgrund des Spendermangels sterben heute nicht wenige Patienten auf der Warteliste (siehe Organspende). Aus diesem Grund werden Verfahren wie die Leberlebendspende und Split-Lebern durchgeführt. Dringlichkeit der Transplantation und Reihenfolge auf der Warteliste werden mit Hilfe des MELD-Score bestimmt. Die näheren Indikationsstellungen werden in Deutschland durch die Richtlinien der Bundesärztekammer geregelt.

## Durchführung
Nachdem ein passendes Spenderorgan für den Wartenden gefunden wurde, ist die Zeit der wichtigste Faktor. Das Organ muss innerhalb von 16–24 Stunden nach der Entnahme in den Körper des Empfängers verpflanzt werden, da sich die Funktionsfähigkeit schnell verschlechtert. In dieser Zeit wird das Organ auf seine Transplantationsfähigkeit überprüft und in das Transplantationszentrum des Organempfängers gebracht. Sollte der Empfänger nicht vor Ort sein, wird er abgeholt. Dieses Zeitfenster wird zudem durch die Dauer der eigentlichen Operation verkürzt, welche sich oftmals auf über 8 Stunden beläuft.
Im Gegensatz zu anderen Organen, wie Niere oder Pankreas, handelt es sich bei der Lebertransplantation um eine orthotope Transplantation. Das heißt, dass das neue Organ an der gleichen Stelle im Körper implantiert wird wie das zuvor entnommene alte (engl. Abkürzung OLT = Orthotopic Liver Transplant). Diese kompliziertere Vorgehensweise ist notwendig, da die Gefäßversorgung der Leber mit ihren drei Gefäßen (untere Hohlvene, Pfortader, Leberarterie) und dem Gallengang nur an dieser Stelle im Körper gewährleistet werden kann.
Durch einen großen Oberbauchschnitt werden zunächst die Blutgefäße offengelegt, die direkt mit der Leber verbunden sind. Oftmals verursacht die zirrhotische Erkrankung eine portale Hypertension, die sich, ebenso wie die bei Lebererkrankung häufig auftretenden Gerinnungsstörungen, erschwerend auf die dann folgende Explantation des alten Organs auswirken kann.
Zunächst wird ein portocavaler Shunt angelegt, bei dem das Blut, welches normalerweise von der Pfortader in die Leber fließt, in die untere Hohlvene (Vena cava inferior) umgeleitet wird. Danach werden die Leberarterie, der Gallengang und schließlich die Lebervene durchtrennt, die Leber wird in diesem Moment entnommen.
Noch während der Entnahme wird die Spenderleber auf die Implantation vorbereitet.
Die vier zentralen Schritte nach Einsetzen des neuen Organs sind die Verbindung der suprahepatischen Vena Cava inferior des Spenders mit der Cava des Empfängers, danach findet die Rekonstruktion der Pfortader statt. Nach dieser Anastomose wird die Pfortader geöffnet. In diesem Moment fließt das Blut durch den geöffneten Schenkel der unteren Hohlvene des Spenders in den Bauchraum. Dies dient dazu, die Konservierungslösung aus dem Organ zu entfernen. Nachdem die Konservierungslösung entfernt worden ist, wird die untere Spenderhohlvene verschlossen. Jetzt finden die Anastomosen zwischen Leberarterie des Spenders und der Arteria gastroduodenalis statt, als Letztes wird der Gallengang rekonstruiert.

## Komplikationen
Bei der Lebertransplantation treten einige Risiken auf, die diesen Eingriff zu einer der schwierigsten Organverpflanzungen machen, wie zum Beispiel:
- Infektionen
- erhöhte Blutungsneigung (durch Stoffwechselstörungen)
- initiale Nichtfunktion und schwere Dysfunktion des Transplantates
- Thrombosebildung
- Undichtigkeiten in der Gallengangsverbindung
- Abstoßungsreaktionen
- Biliom (eine mit Galle gefüllte echte oder falsche Zyste bzw. ein Galleleck mit intraabdomineller Gallenansammlung)
- Ischemic Type Biliary Lesion (ITBL)
- Reinfektionen von Hepatitis C
- Fibrosing Cholestatic Hepatitis (FCH)

Manche dieser Komplikationen können eine Retransplantation notwendig machen.

## Nachsorge
Postoperative Überwachung ist bei einer Lebertransplantation essentiell, die durchschnittliche postoperative Verweildauer in Akuteinrichtungen beträgt etwa einen Monat. Wichtig ist die medikamentöse Unterdrückung des Immunsystems, da ansonsten schnell Abstoßungsreaktionen auftreten können. Allerdings ist die Lebertransplantation in Bezug auf die Immunsuppression etwas weniger kritisch als andere Transplantationen. Auch eine intensive psychologische Betreuung ist nahezu unverzichtbar.
Die vorher bestehenden Symptome der Leberkrankheit wie Müdigkeit, Schwäche und Gelbfärbung gehen in der Regel zurück, was dem Patienten ein neues Leben ermöglicht. Nach der Transplantation können die Organempfänger unter Berücksichtigung der erhöhten Infektanfälligkeit durch die Immunsuppression oft ein normales Leben führen.

## Erfolgsquote
Die Lebertransplantation ist bei den oben genannten Erkrankungen die Therapie der Wahl. Durch ständige Verbesserung der Technik und Forschung auf dem Gebiet der Immuntherapie steigt die Überlebensrate stetig an. Im Jahr 2005 wurden bereits Einjahres-Überlebensraten von über 90 %, 5-Jahres-Überlebensraten von über 80 % und 10-Jahres-Überlebensraten von über 70 % erreicht. Die Überlebensquoten sind jedoch stark abhängig von der Grunderkrankung sowie dem Gesamtzustand, Folge- und Begleiterkrankungen des Patienten. Die mit einem Langzeitüberleben von über 90 % beste Prognose haben Patienten, die aufgrund einer primär biliären Zirrhose transplantiert wurden.
Aus verschiedenen Gründen kann es zu Versagen des Transplantates und erneuter Transplantation („Retransplantation“) kommen.

## Leberlebendspende
Das größte Problem ist jedoch wie bei allen Transplantationen das Ungleichgewicht zwischen Patienten, die auf einer Warteliste stehen, und potentiellen Organspendern.
Da die Leber in der Lage ist, sich zu regenerieren, also nachzuwachsen, kommen wie bei der Nierentransplantation auch Lebendspenden von passenden Spendern in Frage. Hier spielen ethische Überlegungen eine große Rolle: Der Spender muss gesund sein, sodass gewährleistet werden kann, dass er keine Schäden von dem Eingriff davonträgt.
Die Fähigkeit der Leber, sich zu regenerieren, macht sich auch das Verfahren der Split-Leber zunutze. Dabei wird ein Spenderorgan auf zwei Empfänger aufgeteilt. Dieses Verfahren wird oft bei Kindern angewandt, da es für Kinder nicht viele (größentechnisch) passende Organe gibt. Das Verfahren wurde erstmals von Rudolf Pichlmayr 1988 an der Medizinischen Hochschule Hannover durchgeführt und hat sich seitdem als Standardverfahren in der Kinderlebertransplantation durchgesetzt.

## Geschichte
Die erste erfolgreiche Lebertransplantation weltweit am Menschen führte 1967 der US-Chirurg Thomas E. Starzl in Denver, Colorado durch. Schon 1963 hatte Starzl eine Lebertransplantation versucht, wobei der Patient jedoch während der Operation verstorben war. Der 1967 transplantierte Patient lebte nach der Operation noch ein Jahr. In Deutschland und Europa erfolgte die erste erfolgreiche Lebertransplantation am 19. Juni 1969 durch den aus Südkorea stammenden Tschong-Su Lie (international auch Jong-Soo Lee geschrieben) unter der Leitung des damaligen Chefarztes Alfred Gütgemann an der Chirurgischen Universitätsklinik Bonn. Dieser Patient überlebte die Operation um 205 Tage. In Österreich wurde 1972 erstmalig und erfolgreich in Wien von Hans-Jörg Böhmig eine Lebertransplantation durchgeführt. 1988 wurde von Rudolf Pichlmayr die erste erfolgreiche Teilung der Leber in zwei Hälften durchgeführt (Split-Lebertransplantation). 1989 führte Christoph Broelsch die erste erfolgreiche Lebendleberspende für die Transplantation eines Kindes durch.

Die kalifornische Chirurgin Nancy Asher war die erste Frau, die eine Lebertransplantation durchgeführt hat.